# Podio

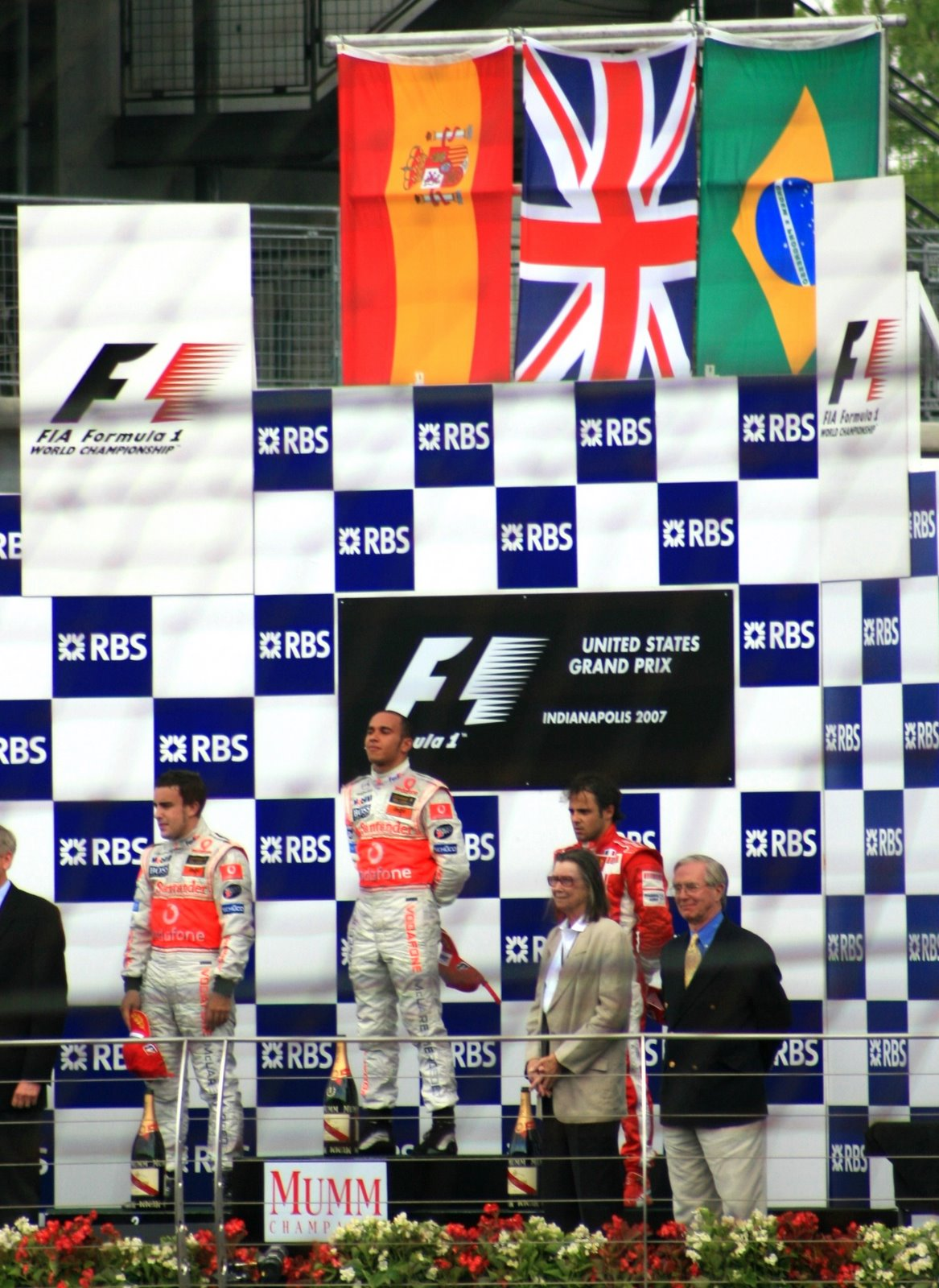
Podio durante la premiazione del Gran Premio degli Stati Uniti 2007 di Formula 1

Il podio è una piattaforma usata per rialzare qualcosa o qualcuno di un'altezza medio-bassa rispetto all'ambiente circostante. In architettura si tratta di un preciso elemento dei templi antichi e altri edifici. 
Tra le persone che usano un podio ci sono i direttori d'orchestra, i relatori di un comizio pubblico, gli atleti o i piloti sportivi durante le cerimonie di premiazione (in questo caso il podio è dotato di tre livelli diversi per il primo, secondo e terzo classificato).

## Podio sportivo
Il podio sportivo venne ideato in Canada nel 1930 e usato per la prima volta ai British Empire Games (oggi Commonwealth Games) di Hamilton di quello stesso anno. Fece il proprio debutto ai giochi olimpici a Los Angeles nel 1932 e, successivamente, ai giochi invernali di Lake Placid.
Il podio olimpico ha tre piazze: quella centrale, destinata al primo classificato, è la più alta; alla sua destra, ad un livello inferiore, sale il secondo classificato; alla sinistra del primo infine, allo stesso livello del secondo, sale il terzo classificato (in ordine, visto da davanti: secondo, primo e terzo). Agli atleti sul podio vengono consegnate le medaglie e i trofei, generalmente bouquet di fiori o ghirlande di alloro.

## Podio in architettura

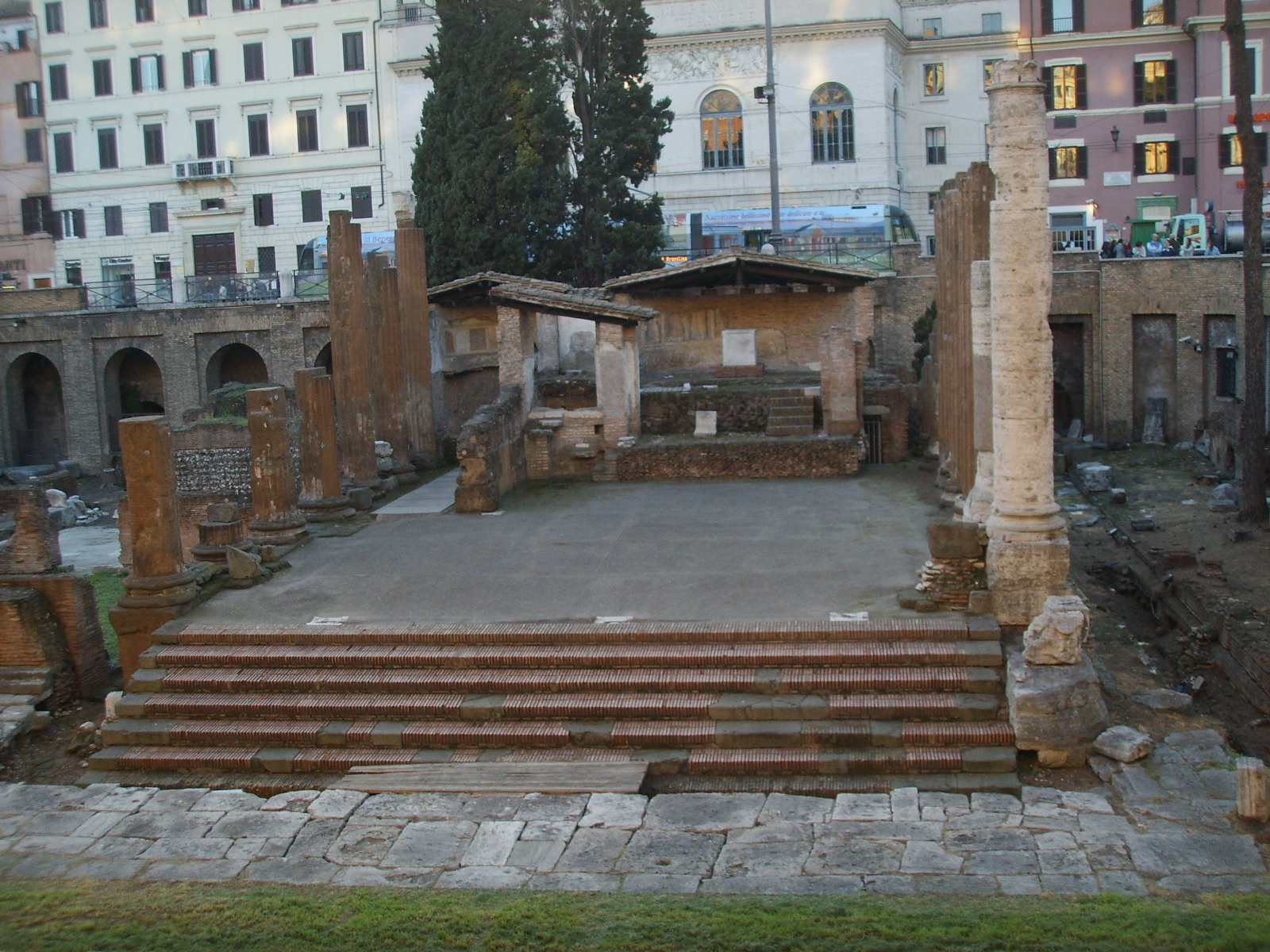
Il podio del tempio A del largo di Torre Argentina a Roma

In architettura il podio è un basamento rialzato dove posano i templi etrusco-italici e romani. Talvolta si incontra anche nei templi egizi. Nel tempio greco invece il tempio posa su un basamento circondato da (due/tre) gradini su tutti i lati ed ha vari nomi a seconda della tipologia (crepidine, crepidoma, stilobate, toichobate). 
Il podio, originariamente alto fino a quattro metri negli esempi più antichi, aveva la funzione di isolare la zona sacra, rendendola al tempo stesso protetta e imponente.
Per accedere alla cella del tempio si usavano scalinate, che potevano essere frontali o laterali; a volte si era anche costretti a soluzioni di ripiego per lo spazio insufficiente, come nel tempio di Minerva ad Assisi, dove la scalinata continua anche oltre le colonne della facciata. Nei templi italici e romani, dove i gradini si trovano solitamente solo sul lato anteriore, i lati dei podi potevano essere decorati da modanature e concludersi in un plinto. 
In archeologia non è raro che il podio sia l'unica parte superstite di templi antichi, essendo faticoso da smantellare ed essendo soggetto a venire ricoperto prima per la subsidenza o l'innalzamento del livello del calpestio. Non mancano casi di architetture medievali e moderne costruite su podi di templi antichi, come la cattedrale di Isernia. 
Il podio può indicare anche il basamento del palco imperiale nell'anfiteatro e nel circo, oppure la tribuna destinata ai dignitari, che girava attorno all'arena. Nei teatri era l'ordine più basso della scena.